# Двадцать третье правительство Израиля
Двадцать третье правительство Израиля (ивр. ממשלת ישראל העשרים ושלוש‎) было сформировано лидером блока Ликуд Ицхаком Шамиром 22 декабря 1988 года, после выборов в Кнессет в ноябре 1988. Правительство создавалась на основе коалиции, куда вошли блоки Ликуд и МААРАХ, а также партии МАФДАЛ, ШАС, Агудат Исраэль и Дегел Ха-Тора. В этом правительстве впервые был введён пост министра экологии Израиля.
В 1990 году, после того как Шамир отказался принять мирную инициативу, выдвинутую госсекретарём США Джеймсом Бейкером, фракция МААРАХ в Кнессете выступила с требованием вынести вотум недоверия правительству. В связи с этим Шамир уволил всех министров — членов МААРАХ. Голосование в Кнессете по вотуму доверия прошло 15 марта 1990 при раскладе голосов: 60 — за отставку правительства, 55 — против (это был единственный случай вынесения недоверия правительству Израиля), в связи с чем президент Хаим Герцог вынужден был обратиться к лидерам крупнейших блоков с предложением о формировании нового правительства. Герцог сначала предложил возглавить правительство лидеру МААРАХ Шимону Пересу, но после того, как Перес не смог этого сделать, обратился к Шамиру, который успешно сформировал двадцать четвертое правительство 11 июня 1990 года. Этот инцидент стал известен как «подвох».

## Состав правительства
| Должность                                            | Имя, фамилия                      | Партийная принадлежность   |
| ---------------------------------------------------- | --------------------------------- | -------------------------- |
| Премьер-министр                                      | Ицхак Шамир                       | Ликуд                      |
| Исполняющий обязанности премьер-министра             | Шимон Перес (до 15 марта 1990)    | Маарах                     |
| Заместитель премьер-министра                         | Давид Леви                        | Ликуд                      |
| Заместитель премьер-министра                         | Ицхак Навон (до 15 марта 1990)    | Маарах                     |
| Министр сельского хозяйства                          | Абрахам Кац-Оз (до 15 марта 1990) | Маарах                     |
| Министр связи                                        | Гад Яакоби (до 15 марта 1990)     | Маарах                     |
| Министр обороны                                      | Ицхак Рабин (до 15 марта 1990)    | Маарах                     |
| Министр экономики и планирования                     | Ицхак Модаи                       | Ликуд                      |
| Министр образования и культуры                       | Ицхак Навон (до 15 марта 1990)    | Маарах                     |
| Министр энергетики и инфраструктуры                  | Моше Шахаль (до 15 марта 1990)    | Маарах                     |
| Министр охраны окружающей среды                      | Рони Мило (до 7 марта 1990)       | Ликуд                      |
| Министр охраны окружающей среды                      | Рафаэль Эдри (7 −15 марта 1990)   | Ликуд                      |
| Министр финансов                                     | Шимон Перес (до 15 марта 1990)    | Маарах                     |
| Министр иностранных дел                              | Моше Аренс                        | Ликуд                      |
| Министр здравоохранения                              | Яаков Цур (до 15 марта 1990)      | Маарах                     |
| Министр строительства                                | Давид Леви                        | Ликуд                      |
| Министр абсорбции                                    | Ицхак Перец                       | ШАС                        |
| Министр торговли и промышленности                    | Ариэль Шарон (до 20 февраля 1990) | Ликуд                      |
| Министр торговли и промышленности                    | Моше Ниссим (с 20 февраля 1990)   | Ликуд                      |
| Министр внутренних дел                               | Арье Дери                         | Не был депутатом Кнессета1 |
| Министр юстиции                                      | Дан Меридор                       | Ликуд                      |
| Министр труда и социального обеспечения              | Ицхак Шамир (до 7 марта 1990)     | Ликуд                      |
| Министр труда и социального обеспечения              | Рони Мило (с 7 марта 1990)        | Ликуд                      |
| Министр внутренней безопасности                      | Хаим Бар-Лев (до 15 марта 1990)   | Маарах                     |
| Министр по делам религий                             | Зевулон Хаммер                    | МАФДАЛ                     |
| Министр науки и развития                             | Эзер Вейцман (до 15 марта 1990)   | Маарах                     |
| Министр туризма                                      | Абрахам Шарир                     | Ликуд                      |
| Министр транспорта                                   | Моше Кацав                        | Ликуд                      |
| Министр без портфеля                                 | Рафаэль Эдри (до 7 марта 1990)    | Маарах                     |
| Министр без портфеля                                 | Моше Ниссим (до 7 марта 1990)     | Ликуд                      |
| Министр без портфеля                                 | Мордехай Гур (до 15 марта 1990)   | Маарах                     |
| Министр без портфеля                                 | Эхуд Ольмерт                      | Ликуд                      |
| Министр без портфеля                                 | Авнер Шаки (с 27 декабря 1988)    | МАФДАЛ                     |
| Министр без портфеля                                 | Давид Маген                       | Ликуд                      |
| Заместитель министра финансов                        | Йоси Бейлин (до 15 марта 1990)    | Маарах                     |
| Заместитель министра иностранных дел                 | Биньямин Нетаньяху                | Ликуд                      |
| Заместитель министра внутренних дел                  | Рафаэль Пинхаси                   | ШАС                        |
| Заместитель министра труда и социального обеспечения | Моше Зеэв Фельдман                | Агудат Исраэль             |

1Хотя Дери не был депутатом Кнессета, он являлся членом партии ШАС.